# Wermland (musikalbum)
Wermland är bandet Detektivbyråns debutalbum som släpptes den 3 september 2008. Albumet innehåller 14 helt nya låtar och är inspelat, mixat, mastrat, finansierat och släppt av bandets medlemmar. Wermland är det tredje skivsläppet på deras eget skivbolag Danarkia.

## Låtar
1. Om Du Möter Varg - 3:08
2. Kärlekens Alla Färjor  - 3:09
3. Honky Tonk Of Wermland - 2:15
4. Rymden I En Låda - 2:25
5. Generation Celebration - 3:01
6. Life/Universe - 3:21
7. Neonland - 3:10
8. Hus Vid Havet - 2:10
9. Partyland - 3:28
10. Camping - 2:43
11. Sista Tryckaren - 2:50
12. En Annan Typ Av Disco - 3:00
13. Dygnet Runt - 1:04
14. 054 - 4:02